# Étalon (Somme)
Étalon település Franciaországban, Somme megyében. Lakosainak száma 128 fő (2022. január 1.). Étalon Crémery, Curchy, Fonches-Fonchette, Herly, Liancourt-Fosse és Rethonvillers községekkel határos.

## Népesség
A település népességének változása:
| Lakosok száma | 137  | 136  | 136  | 135  | 135  | 133  | 130  | 128  |
|               | 2013 | 2015 | 2017 | 2018 | 2019 | 2020 | 2021 | 2022 |